# Detach
DETACH (-deTach-) — український гурт із Києва. Виник 2010 року. Фронтменом гурту є Олексій Веренчик. Стиль музики nu metal та alternative metal. За роки існування гурту було випущено три повноцінні альбоми, а також ЕР та акустичний альбом. Пісні у репертуарі гурту є російською, українською та англійською мовами.

## Історія
DETACH — українська рок-група, яка виникла у Києві (Україна). Гурт заснували Олексій Веренчик та Денис Фандера (Слон). Пізніше до гурту приєднався Кирило Удовенко, Михайло Думчиков. У тому ж році було випущено ЕР «Без ГМО». У 2011 році вийшов сингл «Хамелеон» та було видано перший кліп на пісню «Откровение» (Одкровення), який транслювався на музичних каналах України та Росії (MTV Росія, RU Music, A-One і т. д.). Водночас, коли перший мініальбом та сингл стали досить популярними в українській альтернативній музиці, гурт випустив музичне відео для «соціального» сингла «Трафик»(«Трафік»), який отримав високу оцінку від Міжнародної організації з міграції через виділення соціальних проблем в Україні.
Протягом 2012 року гастролювали по усій території України, Росії, Білорусії і Казахстану та виступали на кількох фестивалях, зокрема «MAXIDROM» (Москва, Росія) та «Нашествие» (Велике Завидово, Росія) на одній сцені з Linkin Park, The Cure, Everlast, Clawfinger і т. д. У цей період гурт покинув бас-гітарист Михайло Думчиков, його замінив Руслан Войтович (Бублик), та прийшов новий учасник — барабанщик Євген Астаф'єв.
23 листопада 2012 року гурт випустив свій перший повноцінний альбом «Balance»(«Баланс») та зробив тур по країнах СНД у його підтримку. Музичні кліпи для пісень («Состояние Полураспада») та («Без Нас…») отримали в основному позитивний відгук та ротацію в ефірі на провідних музичних каналах України та Росії.
Починаючи з 2014 року, гурт працював над піснями для нового альбому англійською мовою, а також над двома новими музичними кліпами. У той час з гурту пішов Кирило Удовенко, його замінив друг команди Максим Стадник.
У березні 2018 року здійснилася мрія учасників гурту — відбувся концерт із супроводом симфонічного оркестру у Києві. Згодом гурт покинув гітарист — Денис Фандера.
У січні 2019 року гурт відновив співпрацю з їх PR-менеджером Анною Салатою, з якою вони працювали до того декілька років.
У жовтні 2019 року гурт випустив акустичний альбом під назвою «Made up of light» та відправився у міні-тур по Україні у містах: Дніпро, Харків та Київ.
26 лютого 2020 року гурт повідомив про творчу відпустку на невизначений термін, чим засмутили прихильників. 

## D.R.A.M.A (2018)
30 листопада 2018 року у світ вийшов третій повноцінний студійний альбом «D.R.A.M.A». До нього увійшло 15 треків та 4 чаптери. Як казали самі учасники гурту, ця платівка становить собою цілу історію. Головним героєм циклу є маленький хлопчик, який зростає з кожною наступною композицією. Незважаючи на те що пісні записані англійською, ці чотири переходи між "розділами" звучать українською.
В підтримку альбому, 9 березня 2019 року DETACH поїхали в тур великими українськими містами:
- 9 березня – Львів
- 21 березня – Харків
- 22 березня – Дніпро
- 6 квітня – Київ
- 6 липня – Одеса

Можливо, у майбутньому список доповниться.
Окрім того, було випущено три кліпи: «Supernova» (2018), «Captain Speaking» (2019), «Bridges» (2019).

## Повернення гурту (2022)
Після більш ніж дворічного затишшя на початку червня 2022 року DETACH неочікувано вриваються в музичний простір із своїм потужним бойовиком “ІНШІ”. Через деякий час гурт випустив ще один трек під назвою «Кінцева»

## Склад гурту
Склад кілька разів змінювався. На цей час:
- Олексій Веренчик[9][10] — вокал, автор текстів
- Максим Стадник[11][12] — гітара, переклад текстів пісень англійською
- Руслан Войтович[13][14] — бас-гітара
- Роман Бондар[15][16] — гітарист, бек-вокал, мультимузикант.

## Дискографія та сингли
| Альбом/Сингл                         | Рік  | Стиль                                                   | Треки |  |
| ------------------------------------ | ---- | ------------------------------------------------------- | --- |  |
| ЕР «Без ГМО»                         | 2010 | альтернативний метал, ню-метал, репкор                  | 1. «Яд» 2. «Моя роль» 3. «Мысли вслух» 4. «Правда и ложь» (Feat. Новый Союз) 5. «Откровение» |  |
| Сингл «Хамелеон»                     | 2011 | ню-метал, репкор                                        | 1. «Хамелеон» 2. «Хамелеон» (Radio Version) |  |
| Альбом «Balance»                     | 2012 | альтернативний метал, ню-метал з електронними вставками | 1. «Клетка» 2. «Состояние полураспада» 3. "Остановиться? Никогда!!! " 4. «Мой враг» 5. «В каждом» 6. «Спешите! Рискуйте!» 7. «Без нас…» 8. «Время покажет» 9. «Мишень» 10. «Баланс» |  |
| Сингл «Они»                          | 2013 | ню-метал, репкор                                        | |  |
| Альбом «I Am»                        | 2015 | альтернативний метал                                    | 1. «Beast» 2. «Game» 3. «Deep and Down» 4. «Wasted» 5. «Lie that you deserve» 6. «Next Religion» (Feat. Dana of Vivienne Mort) 7. «Cluster for My Soul» 8. «Bluff» 9. «We are alive» 10. «Titanic» |  |
| Сингл «Distance»                     | 2017 | рок                                                     | |  |
| Сингл «Lock and Load»                | 2017 | альтернативний метал                                    | |  |
| Сингл «Afterglow»                    | 2017 | альтернативний метал                                    | |  |
| Альбом «D.R.A.M.A»                   | 2018 | альтернативний метал, рок                               | 1. «Chapter I» 2. «Light Up the Fire» 3. «Razor» 4. «DNA» 5. «Chapter II» 6. «Supernova» 7. «We Are» 8. «Let Us In» 9. «Bridges» 10. «Captain Speaking» 11. «Chapter III» 12. «Enso» 13. «Cyanide» 14. «Afterglow» 15. «Lock And Load» 16. «Sparks» 17. «Passers By» 18. «Chapter IV» 19. «Made Up of Light» |  |
| Акустичний альбом «Made up of light» | 2019 | альтернативний метал,рок                                | 1. «Afterglow» 2. «Light up the fire» 3. «Bridges» 4. «Passers by» 5. «Wasted» 6. «Sparks» 7. «Enso» 8. «We are alive» 9. «Made up of light» |  |
| Сингл «Інші»                         | 2022 | альтернативний метал                                    | |  |
| Сингл «Кінцева»                      | 2022 | альтернативний метал                                    | |  |
| Сингл «Лава»                         | 2022 | альтернативний метал                                    | |  |

## Участь у телеконкурсах
- Вокаліст гурту DETACH Олексій Веренчик брав участь у шоу «Голос країни» на телеканалі 1+1 із піснею Pink Floyd «Another brick in the wall», не пройшов етап сліпих прослуховувань.
- Влітку 2016 року брали участь у проєкті Х-Фактор, дійшли до суперфіналу та посіли друге місце за рішенням глядацького голосування.
- Узяли участь у національному відборі на Євробачення-2017 від України із піснею «Distance», увійшли в 24-ку.

Пісні, виконані у талант-шоу «Х-фактор» :
| Назва                                                  | Автори                                                                                        | Інші виконавці           |
| ------------------------------------------------------ | --------------------------------------------------------------------------------------------- | ------------------------ |
| «Wasted»                                               | Слова — Олексій Веренчик                                                                      |                          |
| «Поліна» (з Олексієм Кудрявцевим та Павлом Захарчуком) | Муз. і сл. — Андрій Хливнюк                                                                   | «Бумбокс»                |
| «Behind Blue Eyes»                                     | Муз. і сл. — Pete Townshend                                                                   | «The Who», «Limp Bizkit» |
| «Стены»                                                | Муз. і сл. — Марина Леонова                                                                   | «Гарячий шоколад»        |
| «I Kissed A Girl»                                      | Муз. і сл. — Cathy Dennis, Katy Perry, Макс Мартін, Dr. Luke                                  | Katy Perry               |
| «Удержи моё сердце»                                    | Муз. і сл. — Макс Барських                                                                    | Ані Лорак                |
| «Another Brick in the Wall»                            | Муз. і сл. — George Roger Waters                                                              | «Pink Floyd»             |
| «Sweet People» (у дуеті з Alyosha)                     | Муз. і сл. — Олена Кучер (Тополя)                                                             | Alyosha                  |
| «Нас не догонят»                                       | Музика — Генадій Гладков Слова — Валерий Полієнко, Іван Шаповалов, Олена Кіпер, Сергій Галоян | «Тату»                   |
| «The Game» (у номінації)                               | Слова — Олексей Веренчик                                                                      | «DETACH»                 |
| «Больно мне, больно»                                   | Музика — Анатолій Розанов Слова — Сергій Кузнєцов                                             | «Фристайл»               |
| «Dancing Lasha Tumbai»                                 | Муз. і сл. — Андрій Данилко                                                                   | Вірка Сердючка           |
| «Castle in the Snow»                                   | Муз. і сл. — Bozonne, Cadelli Amina, Guillaume                                                | «Kadebostany»            |
| «Прірва»                                               | Муз. і сл. — Юлія Саніна                                                                      | «THE HARDKISS»           |
| «We will rock you» (у дуэті з Юлією Саніною)           | Муз. і сл. — Brian May                                                                        | «Queen»                  |
| «Take a Look Around»                                   | Муз. і сл. — Fred Durst, Lalo Schifrin                                                        | «Limp Bizkit»            |

## Відеографія
| Кліп                    | Рік  |
| ----------------------- | ---- |
| «Откровение»            | 2011 |
| «Трафик»                | 2012 |
| «Состояние полураспада» | 2013 |
| «Без нас…»              | 2013 |
| «Deep and Down»         | 2015 |
| «We are alive»          | 2016 |
| «Lock and Load»         | 2017 |
| «Supernova»             | 2018 |
| «Captain Speaking»      | 2019 |
| «Bridges»               | 2019 |
| «Інші»                  | 2022 |
| «Кінцева»               | 2022 |
| «Лава»[37]              | 2022 |